# Toussaint Poisson
Toussaint Poisson (* 1797 in Paris; † 13. September 1861) war ein französischer Komponist und Musikpädagoge.
Toussaint Poisson studierte am Pariser Konservatorium Komposition in der Klasse Henri Montan Berton. 1819 gewann er mit der Kantate Herminie nach Fromental Halévy und Jean Massin den premier Second Grand Prix de Rome.
Ab 1830 war er Kontrabassist im Orchester der Pariser Oper. Er verfasste zwei musikpädagogische Schriften, die beide in Paris veröffentlicht wurden: L’harmonie dans ses plus grands développements, ou théorie de composition musicale und De la basse sous le chant, ou l’art d’accompagner la mélodie et du contrepoint et de la fugue.